# فابريكا دي روما
فابريكا دي روما؛ هي (بلدية) في مقاطعة فيتربو في منطقة لاتيوم الإيطالية، وتقع على بعد حوالي 55 كيلومتر (34 ميل) شمال غرب روما وعلى بعد حوالي 25 كيلومتر (16 ميل) جنوب شرق فيتربو.
يحد فابريكا دي روما البلديات التالية: كاربوجنانو، كاستل سانت إيليا، تشيفيتا كاستيلانا، كورشيانو، نيبي، فاليرانو، فيجنانيلو.

## المعالم السياحية الرئيسية
- كنيسة سان سيلفسترو: تم توسيعها وتجديدها في القرن السادس عشر. يوجد في الحنية لوحة جدارية تعود إلى القرن السادس عشر للأخوين توريساني.
- كنيسة سانتا مادري ديلا بيتا: من أواخر القرن الخامس عشر.
- قلعة فارنيزي: تم ترميمها في عام 1539 من قبل بييرلويجي فارنيزي، الذي ضمها إلى دوقية كاسترو.
- أطلال فاليري نوفي: مع كنيسة سانتا ماريا القديمة في فاليري ومقابر سانتا جراتيليانو وسانتا فيليسيما.

## روابط خارجية
- الموقع الرسمي
- - ويكيميديا